# Norwegischer Fußballpokal der Männer 2015
Der norwegische Fußballpokal 2015 (kurz auch NM-Cup 2015 genannt) war die 110. Austragung des Fußballpokalwettbewerbs der Männer. Die zwei Qualifikationsrunden fanden vom 11. März bis zum 11. April 2015 statt. Die erste Hauptrunde wurde vom 21. bis 23. April 2015 ausgetragen. Das Finale im Ullevaal-Stadion in der norwegischen Hauptstadt Oslo fand am 22. November 2015 statt. Pokalsieger wurde Rosenborg Trondheim; Titelverteidiger war Molde FK.
Der Pokal-Sieger erhielt das Startrecht in der 2. Qualifikationsrunde der UEFA Europa League 2016/17.

## Modus und Kalender

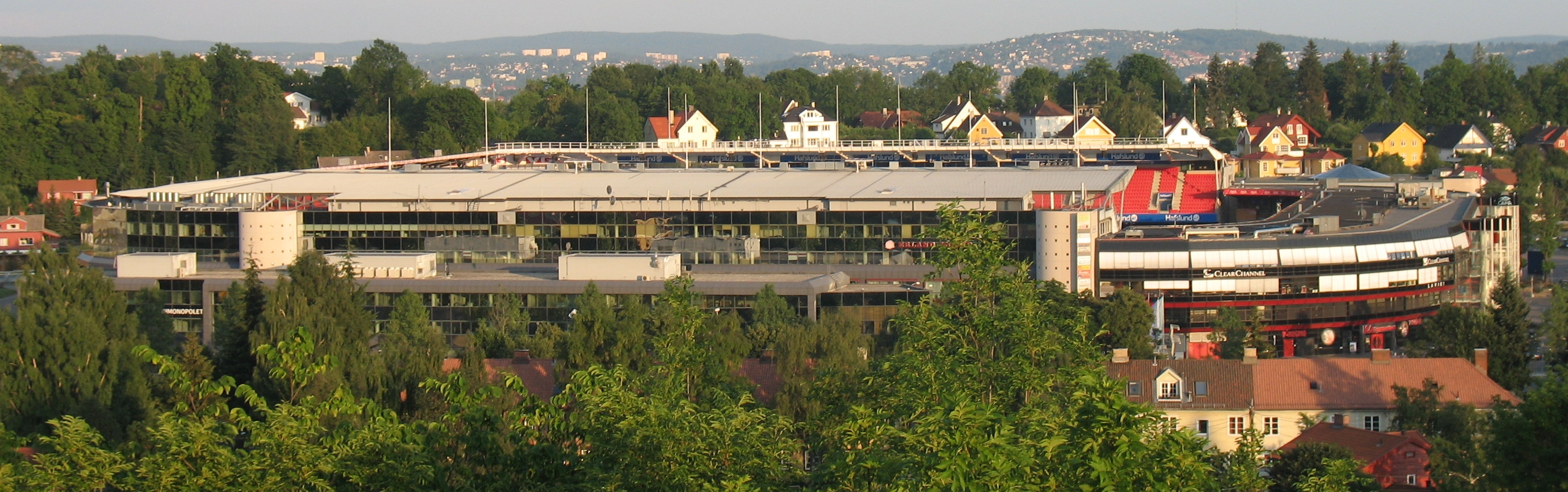
Schauplatz des Finales: Das Ullevaal-Stadion in Oslo

Der Wettbewerb beginnt im März mit der ersten Qualifikationsrunde. An dieser dürfen alle Vereine der vierten und fünften Spielklasse des norwegischen Fußballverbandes Norges Fotballforbund (NFF) teilnehmen, die ein bestimmtes Leistungsniveau haben und ein angemessenes Spielfeld besitzen. Die 94 Gewinner spielen im April in einer zweiten Qualifikationsrunde gegeneinander um die Teilnehmer an den Hauptrunden.
Zu den 47 Gewinnern der Qualifikation stoßen in der ersten Hauptrunde die 81 Vereine der drei höchsten norwegischen Spielklassen: der Tippeligaen, der 1. Division und der Oddsenligaen. Es folgen noch drei weitere Hauptrunden, das Viertelfinale, das Halbfinale und schließlich im November das Finale. Das Finalspiel findet seit 1948 immer im Osloer Ullevaal-Stadion statt.
| Runde                      | Datum                      | Spiele | Vereine   | Neueinstiege |
| -------------------------- | -------------------------- | ------ | --------- | ------------ |
| Erste Qualifikationsrunde  | 11. bis 25. März 2015      | 94     | 269 → 175 | 188          |
| Zweite Qualifikationsrunde | 6. bis 11. April 2015      | 47     | 175 → 128 | keine        |
| Erste Hauptrunde           | 21. bis 23. April 2015     | 64     | 128 → 64  | 81           |
| Zweite Hauptrunde          | 6. bis 7. Mai 2015         | 32     | 64 → 32   | keine        |
| Dritte Hauptrunde          | 2. bis 4. Juni 2015        | 16     | 32 → 16   | keine        |
| Vierte Hauptrunde          | 24. Juni 2015              | 8      | 16 → 8    | keine        |
| Viertelfinale              | 12. bis 13. August 2015    | 4      | 8 → 4     | keine        |
| Halbfinale                 | 23. bis 24. September 2015 | 2      | 4 → 2     | keine        |
| Finale                     | 22. November 2015          | 1      | 2 → 1     | keine        |

## Hauptrunden

### Erste Hauptrunde
Die Spielpaarungen wurden am 10. April 2015 ausgelost. Die Spiele fanden vom 21. bis zum 23. April 2015 statt.
|                       | Ergebnis              |                          |
| --------------------- | --------------------- | ------------------------ |
| Lokomotiv Oslo        | 0:8                   | Vålerenga Oslo           |
| FK Vigør              | 0:5                   | Start Kristiansand       |
| Kråkerøy IL           | 0:4                   | Sarpsborg 08 FF          |
| Trosvik IF            | 2:3                   | Follo Fotball            |
| Moss FK               | 1:2 n. V.             | Grorud IL                |
| Oppsal IF             | 5:5 n. V. (4:5 i. E.) | Kvik Halden FK           |
| IL Rilindja           | 0:2                   | Bærum SK                 |
| Kjelsås Fotball       | 3:2                   | SK Sprint-Jeløy          |
| Holmen IF             | 0:1                   | Notodden FK              |
| Asker Fotball         | 1:2                   | Sandefjord Fotball       |
| Rælingen FK           | 3:9                   | Lillestrøm SK            |
| Skedsmo FK            | 0:2                   | Raufoss Fotball          |
| Hauerseter SK         | 2:4                   | KFUM-Kameratene Oslo     |
| Funnefoss/Vormsund IL | 1:3                   | Kongsvinger IL           |
| Sander IL             | 1:6                   | Strømmen IF              |
| Ham-Kam               | 2:1                   | Lørenskog IF             |
| Lillehammer FK        | 3:4                   | Elverum Fotball          |
| Nybergsund IL-Trysil  | 1:3                   | Ullensaker/Kisa IL       |
| Valdres FK            | 1:3                   | FK Gjøvik Lyn            |
| Hallingdal FK         | 1:4                   | Hønefoss BK              |
| Vestfossen IF         | 0:7                   | Mjøndalen IF             |
| FK Ørn-Horten         | 3:2                   | Ullern Fotball           |
| FK Tønsberg           | 0:5                   | Strømsgodset Toppfotball |
| IL Runar              | 0:6                   | Stabæk Fotball           |
| IF Fram Larvik        | 3:2 n. V.             | Lyn Oslo                 |
| Skotfoss TIF Fotball  | 0:16                  | Odds BK                  |
| Pors Grenland         | 2:4                   | FK Jerv                  |
| Arendal Fotball       | 3:1                   | FK Donn                  |
| Flekkerøy IL          | 1:1 n. V. (4:5 i. E.) | Vindbjart FK             |
| Ålgård FK             | 0:7                   | Viking Stavanger         |
| Randaberg IL          | 0:4                   | FK Haugesund             |
| IL Brodd              | 0:2                   | Bryne FK                 |
| Riska FK              | 1:2                   | Sandnes Ulf              |
| SK Vard Haugesund     | 2:0                   | FK Vidar                 |
| Odda FK               | 0:1                   | Fana Fotball             |
| Stord IL              | 0:2                   | Nest-Sotra Fotball       |
| Lysekloster IL        | 1:5                   | Sogndal Fotball          |
| IL Varegg             | 4:2                   | Florø SK                 |
| Øystese IL            | 0:2                   | Åsane Fotball            |
| Førde Fotball         | 0:5                   | FK Fyllingsdalen         |
| Stryn Fotball         | 1:3                   | Aalesunds FK             |
| Brattvåg IL           | 0:2                   | Molde FK                 |
| Spjelkavik IL         | 0:1                   | SK Træff                 |
| Surnadal IL           | 0:5                   | Kristiansund BK          |
| Tynset IF             | 0:3                   | Strindheim Fotball       |
| Rødde FK              | 1:0                   | NTNUI Fotball            |
| Nardo FK              | 0:1                   | IL Stjørdals-Blink       |
| Byåsen Toppfotball    | 3:1                   | Sverresborg IF           |
| Vuku IL               | 0:3                   | Rosenborg Trondheim      |
| Sandnessjøen IL       | 0:13                  | Ranheim Fotball          |
| Mo IL                 | 1:2                   | Tromsø IL                |
| Finnsnes IL           | 3:0                   | Harstad IL               |
| Salangen IF           | 1:3                   | FK Senja                 |
| Sortland IL           | 2:3                   | Tromsdalen UIL           |
| IF Fløya              | 1:0                   | Alta IF                  |
| Bossekop UL           | 0:1                   | FK Mjølner               |
| Kirkenes IF           | 0:6                   | FK Bodø/Glimt            |
| Skeid Oslo            | 5:1                   | Drammens BK              |
| Eidsvold Turn         | 2:0                   | Brumunddal Fotball       |
| Ås IL                 | 1:5                   | Fredrikstad FK           |
| Egersunds IK          | 0:2 n. V.             | Sola Fotball             |
| Os TF                 | 1:6                   | Brann Bergen             |
| SK Herd               | 0:4                   | IL Hødd                  |
| Neset FK              | 0:5                   | Levanger FK              |

### Zweite Hauptrunde
Die Spielpaarungen wurden am 24. April 2015 ausgelost. Die Spiele fanden am 6. und 7. Mai 2015 statt.
|                      | Ergebnis              |                          |
| -------------------- | --------------------- | ------------------------ |
| Kvik Halden FK       | 2:2 n. V. (4:3 i. E.) | Fredrikstad FK           |
| KFUM-Kameratene Oslo | 1:3                   | Stabæk IF                |
| Skeid Oslo           | 1:4                   | Odds BK                  |
| Kjelsås Fotball      | 0:4                   | Strømsgodset Toppfotball |
| Ullensaker/Kisa IL   | 1:3 n. V.             | Strømmen IF              |
| Eidsvold Turn        | 0:3                   | Lillestrøm SK            |
| Kongsvinger IL       | 3:1                   | Follo Fotball            |
| Ham-Kam              | 0:2                   | Sogndal Fotball          |
| FK Gjøvik Lyn        | 1:0                   | Vålerenga Oslo           |
| Raufoss Fotball      | 0:1                   | Hønefoss BK              |
| FK Ørn-Horten        | 2:2 n. V. (3:4 i. E.) | Mjøndalen IF             |
| IF Fram Larvik       | 0:1                   | Sandefjord Fotball       |
| Notodden FK          | 3:1                   | FK Jerv                  |
| Arendal Fotball      | 3:2 n. V.             | Sandnes Ulf              |
| Vindbjart FK         | 4:0                   | Start Kristiansand       |
| Sola Fotball         | 1:2                   | Bryne FK                 |
| SK Vard Haugesund    | 1:1 n. V. (3:4 i. E.) | Brann Bergen             |
| FK Fyllingsdalen     | 4:1                   | FK Haugesund             |
| Fana Fotball         | 1:3                   | IL Hødd                  |
| Åsane Fotball        | 2:0                   | Nest-Sotra Fotball       |
| Rødde FK             | 1:4 n. V.             | Levanger FK              |
| Byåsen Toppfotball   | 2:3 n. V.             | Ranheim Fotball          |
| Strindheim Fotball   | 2:5                   | Aalesunds FK             |
| IL Stjørdals-Blink   | 1:2                   | Kristiansund BK          |
| FK Mjølner           | 0:1                   | FK Bodø/Glimt            |
| FK Senja             | 2:1                   | Tromsø IL                |
| Tromsdalen UIL       | 3:1 n. V.             | Finnsnes IL              |
| IF Fløya             | 0:6                   | Rosenborg Trondheim      |
| IL Varegg            | 0:9                   | Viking Stavanger         |
| SK Træff             | 0:2                   | Molde FK                 |
| Elverum Fotball      | 1:2 n. V.             | Bærum SK                 |
| Grorud IL            | 0:3                   | Sarpsborg 08 FF          |

### Dritte Hauptrunde
Die Spielpaarungen wurden am 8. Mai 2015 ausgelost. Die Spiele fanden vom 2. bis zum 4. Juni 2015 statt.
|                  | Ergebnis              |                          |
| ---------------- | --------------------- | ------------------------ |
| FK Fyllingsdalen | 0:4                   | Molde FK                 |
| Kvik Halden FK   | 0:0 n. V. (4:2 i. E.) | Strømsgodset Toppfotball |
| Bærum SK         | 0:1                   | Kristiansund BK          |
| Strømmen IF      | 2:1                   | Lillestrøm SK            |
| Kongsvinger IL   | 3:3 n. V. (5:6 i. E.) | Sandefjord Fotball       |
| FK Gjøvik Lyn    | 0:2                   | Sarpsborg 08 FF          |
| Notodden FK      | 1:4                   | Mjøndalen IF             |
| Vindbjart FK     | 2:4                   | Odds BK                  |
| Arendal Fotball  | 3:5                   | Viking Stavanger         |
| Sogndal Fotball  | 1:2                   | Hønefoss BK              |
| IL Hødd          | 1:0                   | Aalesunds FK             |
| Ranheim Fotball  | 0:2                   | Åsane Fotball            |
| Levanger FK      | 0:7                   | Rosenborg Trondheim      |
| FK Senja         | 1:3                   | Stabæk IF                |
| Bryne FK         | 1:4                   | Brann Bergen             |
| Tromsdalen UIL   | 6:2                   | FK Bodø/Glimt            |

### Vierte Hauptrunde
Die Spielpaarungen wurden am 5. Juni 2015 ausgelost. Die Spiele fanden am 24. Juni 2015 statt.
|                     | Ergebnis              |                    |
| ------------------- | --------------------- | ------------------ |
| Rosenborg Trondheim | 7:1                   | Tromsdalen UIL     |
| Molde FK            | 3:0                   | Kvik Halden FK     |
| Odds BK             | 4:0                   | Åsane Fotball      |
| Brann Bergen        | 0:0 n. V. (1:4 i. E.) | Sarpsborg 08 FF    |
| Hønefoss BK         | 2:3                   | Sandefjord Fotball |
| Kristiansund BK     | 2:5 n. V.             | Viking Stavanger   |
| Mjøndalen IF        | 4:0                   | IL Hødd            |
| Stabæk IF           | 5:1                   | Strømmen IF        |

## Finalrunden

### Viertelfinale
Die Spielpaarungen wurden am 25. Juni 2015 ausgelost. Die Spiele fanden am 12. und 13. August 2015 statt.
|                     | Ergebnis |              |
| ------------------- | -------- | ------------ |
| Viking Stavanger    | 3:0      | Molde FK     |
| Sarpsborg 08 FF     | 2:1      | Odds BK      |
| Sandefjord Fotball  | 0:1      | Stabæk IF    |
| Rosenborg Trondheim | 4:0      | Mjøndalen IF |

### Halbfinale
Die Spielpaarungen wurden am 13. August 2015 ausgelost. Die Spiele fanden am 23. und 24. September 2015 statt.
|                     | Ergebnis  |                 |
| ------------------- | --------- | --------------- |
| Rosenborg Trondheim | 3:2 n. V. | Stabæk IF       |
| Viking Stavanger    | 0:1 n. V. | Sarpsborg 08 FF |

### Finale
| Rosenborg Trondheim                          | Rosenborg Trondheim | Sarpsborg 08 FF | Sarpsborg 08 FF |
| -------------------------------------------- | --- | --- | --------------- |
| Rosenborg Trondheim                          | \| Finale \| \| 22. November 2015 in Oslo (Ullevaal-Stadion) \| \| Ergebnis: 2:0 (2:0) \| \| Zuschauer: 26.507 \| \| Schiedsrichter: Ken Henry Johnsen \| | \| Finale \| \| 22. November 2015 in Oslo (Ullevaal-Stadion) \| \| Ergebnis: 2:0 (2:0) \| \| Zuschauer: 26.507 \| \| Schiedsrichter: Ken Henry Johnsen \|                                                                                                | Sarpsborg 08 FF |
| Rosenborg Trondheim                          | André Hansen – Jonas Svennson, Hólmar Eyjólfsson, Jørgen Skjelvik, Mikael Dorsin (88. Tore Reginiussen) – Mike Jensen, Ole Selnæs, Fredrik Midtsjø (71. Anders Konradsen) – Pål André Helland, Alexander Søderlund, Yann-Erik de Lanlay (90. Magnus Stamnestrø) Cheftrainer: Kåre Ingebrigtsen | Duwayne Kerr – Claes Kronberg, Kjetil Berge, Ole Hansen (89. Péter Kovács), Martin Thømt Jensen (85. Simen Brenne) – Kristoffer Tokstad, Steffen Ernemann, Amin Askar – Bojan Zahić – Martin Wiig, Patrick Mortensen (83. Kachi) Cheftrainer: Geir Bakke | Sarpsborg 08 FF |
| Rosenborg Trondheim                          | 1:0 Helland (22.) 2:0 Jensen (40.) | | Sarpsborg 08 FF |
| Rosenborg Trondheim                          | Søderlund (24.), Skjelvik (45.), Midtsjø (62.) | Hansen (14.), Askar (55.) | Sarpsborg 08 FF |
| Finale                                       | | |                 |
| 22. November 2015 in Oslo (Ullevaal-Stadion) | | |                 |
| Ergebnis: 2:0 (2:0)                          | | |                 |
| Zuschauer: 26.507                            | | |                 |
| Schiedsrichter: Ken Henry Johnsen            | | |                 |